# ジョセフ・E・スティグリッツ
ジョセフ・ユージン・スティグリッツ（英: Joseph Eugene Stiglitz、1943年2月9日 - ）は、アメリカの経済学者、コロンビア大学教授。1979年にジョン・ベーツ・クラーク賞、2001年にノーベル経済学賞を受賞。IMFの経済政策を厳しく批判している。

## 略歴
- 1943年 インディアナ州ゲーリー[2]にユダヤ人[3]の両親の子として生まれる。
- 1960年 -  1964年 アマースト大学で学ぶ（B.A.）。
- 1964年 - 学部四年次生としてマサチューセッツ工科大学で学び始め、アマースト大学からB.A.を贈られた後、大学院生として課題に取り組む。
- 1965年 シカゴ大学に移り、宇沢弘文に1年間指導を受ける。
- 1966年 - 1967年 マサチューセッツ工科大学で博士号の勉強をし、経済学のPh.D.を取得。
- 1966年 - 1967年 マサチューセッツ工科大学で経済学の助教授となる。
- 1967年 - 1968年 コウルズ財団の助教授となる。
- 1968年 - 1970年 コウルズ財団の准教授となる。
- 1969年 - 1970年 ケンブリッジ大学フィッツウィリアム・カレッジでフルブライト奨学生として過ごし、M.A.を取得。
- 1970年 - 1974年 イェール大学のコウルズ財団と経済学部の教授となる。
- 1974年 - 1976年 スタンフォード大学の教授となる。
- 1976年 オクスフォード大学からM.A.を取得。
- 1979年 - 1988年 プリンストン大学の教授となる。
- 1988年 - 2001年 スタンフォード大学フーバー研究所の経済学教授とシニアフェローとなる。
- 1993年 - 1995年 大統領経済諮問委員会のメンバーとなる。
- 1995年 - 1997年 大統領経済諮問委員会の委員長となる。
- 1997年 - 2000年 世界銀行の上級副総裁およびチーフエコノミストとなる。
- 2001年 スタンフォード大学の名誉教授となる。
- 2013年現在コロンビア大学のUniversity Professorであり、Columbia Business School、経済学大学院、およびthe School of International and Public Affairsで教えている。

## 人物
- ミクロ経済学などの分野において影響力のある論文を発表し[1]、実際の政策にも多大に貢献している[要説明]。
- 世界金融危機の勃発を予言した数少ない経済学者の一人である[4]。
- 日本では一時期慶應義塾大学で客員教授を務めていた。
- クリントン政権では、米国大統領経済諮問委員会委員長（1995年-1997年）を務め、その後は世界銀行で上級副総裁、主席経済学者（1997年-2000年）を務めた。その後、米財務省やIMFと対立したため、2000年1月に世界銀行の上級副総裁を辞任した[5]。バラク・オバマ政権から非公式に経済問題への意見を求められたことを明らかにしている[6]。

## 出版
- 『スティグリッツ 入門経済学』（1999年）は、ポール・サミュエルソンの『経済学』以来の教科書の決定版との名声を得ている[7]。
- 2002年にはGlobalization and Its Discontents（邦題：世界を不幸にしたグローバリズムの正体）を出版、この本は世界で100万部以上売れ、30ヶ国語以上に翻訳された。この本の中で、なぜグローバリゼーションがシアトルやジェノヴァのようなWTOへの抗議活動を発生させたかに関するいくつかの理由を示した。
- 2003年には1990年代の好景気とその崩壊を分析した"The Roaring Nineties"（邦題:人間が幸福になる経済とは何か――世界が90年代の失敗から学んだこと）と"New Paradigm for Monetary Economics"（邦題:新しい金融論――信用と情報の経済学）を出版。2005年には"Fair Trade for All"を出版し、2006年の夏には"Making Globalization Work: The Next Steps to Social Justice"（邦題:世界に格差をバラ撒いたグローバリズムを正す）を出版した。
- 2012年の『世界の99%を貧困にする経済』は日本でもベストセラーになった[8]。

## 経済学への貢献
- スティグリッツの著名な業績は、ある経済主体が他者の私的情報を得るために使用される技術であるスクリーニングに関するものである。情報の非対称性の理論に対する貢献により2001年、ジョージ・アカロフ、マイケル・スペンスと共にノーベル経済学賞を受賞した。さらに、研究面で数多くの優れた論文を書くだけにとどまらず、自ら経済政策を遂行する立場にもなった。
- 2000年7月、スティグリッツは発展途上国が政策を模索することを助け、より多くの市民が経済政策に参加できるようにすることを目的として、コロンビア大学にInitiative for Policy Dialogueを共同設立した。
- 数学的手法を使わずに東欧の社会主義体制が失敗した背景や、市場における不完全情報の機能、「自由な市場」が資本家にとって実際はどのようなシステムなのかというテーマに関する見解を著した。

## 主張
- 世界の指導者に対し、国内総生産（GDP）の検証で思い悩まず、繁栄を測るより広範な指標を重視するよう呼び掛けている[9]。
- 2010年10月現在の欧州中央銀行（ECB）やアメリカの連邦準備制度（FRB）の超緩和政策は、景気回復を後押しするというより世界を「混乱状態」に陥れていると批判し、日本やブラジルなどの国々は輸出業者の防衛を余儀なくされていると指摘している[10]。
- 金融市場にシステムの機能を損なうような取引を控えさせ、世界的危機が貧しい国に与えた打撃に対して償う資金源とするために、金融市場に新しい税を導入するべきだとの見解を示している[11]。また、銀行が私利を追求しても（＝貪欲）、それは社会の幸福にはつながらないと指摘している[12]。
- アジアの経済統合はアメリカが市場を支配することへの対抗勢力として非常に重要であることを強調し、南北の貿易格差や国際的な財務不均衡、およびその不安定さといった欠陥を是正することにもなるのではないかと期待している[13]。
- 単純な貨幣数量説に従ったマネタリストには根拠となる理論がなく、一部の実証分析があるだけとして批判しており、コストプッシュ・インフレに対して利上げで対応するような機械的に行うインフレターゲットには批判的な立場をとっている[14][15]。

### IMF批判
- 2002年の『世界を不幸にしたグローバリズムの正体』の中で彼は、グローバリゼーションの必要性は認めた上で、反グローバリゼーションはむしろワシントン・コンセンサスへの反対を示すものと見ている[16]。その上、いわゆる東アジアの奇跡は、最小政府を志向するワシントン・コンセンサスに従わなかったからこそ実現したものとしており[17]、ワシントン・コンセンサスに対する疑問を呈している。また同書ではIMF批判が展開されており、IMFの推し進めた資本市場の自由化は、アメリカの金融セクターのために広範な市場を開拓した反面、その本来の使命であるはずのグローバルな経済の安定には寄与しなかったとしている[18]。またIMFをG7の債権国の代理者[19]と位置づけており、貧しい国々が貧しいままであるような制度設計をした米国の金融セクターに対する不満を表した。
- その一方で、IMFと表だって対立はしないもののIMFの方針に全面的に従うということもせず独自の発展政策を採っているポーランドなどの国々の成功事例を挙げている（のちにIMFにはリーマン・ショック直後の2008年11月からポーランドから元首相のマレック・ベルカが転身し、2010年6月にポーランド国立銀行総裁として本国に戻るまで欧州局長を務めることになるが、この期間ベルカは国際的な資本移動に関してIMFの公式ブログサイト「iMF Direct」上で最近のIMF内部のマネタリズムの風潮とはかなり異なる、ケインズやスティグリッツと同様の見解を精力的に披露している[20]）。
- IMFなど既存の機関に取って代わるものとして中国主導のアジアインフラ投資銀行や新開発銀行を支持した[21][22]。

### 規制緩和批判
- 規制緩和についてこう述べている。「目指すべきは規制緩和などではない。議論すべきは、適切な規制とは何か、ということである。規制なしで、機能する社会はありえない。問うべきなのは、どんな規制が良い規制なのか、ということである。規制緩和が世界金融危機を引き起こした。規制緩和がバブルを生成させた。もちろん、そんなバブルのような好景気は持続可能なものではない。アメリカが率先して金融部門で規制緩和をして、その結果、世界全体が打撃を受け、この大不況に突入した。」[23]

### 緊縮財政批判
- 欧州連合（EU）が緊縮財政政策を推し進めていることについて、「誤った政策」だと指摘し、欧州域内と米国の経済成長鈍化につながるとの見方を示している[24]。また、EUの緊縮策は間違いなく成功の見込みが最も薄いもので、欧州は自殺に向かっていると語っている[25]。イギリスの財政赤字の削減開始は時期尚早とするゴードン・ブラウン元首相を支持している[26]。

### TPP批判
- タイ政府に、環太平洋戦略的経済連携協定は危険であり、その多国間協定に参加しないように助言をしている[27]。協定内容が非公開であり、製薬会社が自分たちの利益増加のために薬価制限の上限撤廃を求め政治家にロビー活動を行っているためである。協定参加による薬価上昇は、タイ国内産業とりわけ後発医薬品産業に打撃をあたえる。
- TPPについてこう述べている。「実際の貿易協定の批准書は、何百ページとあり、そんな協定は「自由」貿易協定ではなく「管理」貿易協定である。こうした貿易協定は、ある特定の利益団体が恩恵を受けるために発効され「管理」されている。アメリカであればUSTR（米国通商代表部）が、産業界のなかでも特別なグループの利益を代弁している。TPPはアメリカの陰謀だと揶揄する人もいるが確かにそういう側面はある。実際に自分が関わったケースでも、二国間の貿易協定で途上国に大変な犠牲を強いることがよくあった。たとえば、ジェネリック医薬品の価格は高騰し、医療へのアクセスが難しくなり、多くの人が死ぬことになる。環境や資本の流れなどあらゆるところで、悪い影響が国民に降りかかってくる。貿易協定は人々の生活を苦しめる結果を生む。もうひとつ例は、GMO（遺伝子組み換え生物）についてである。USTRは日本人の利益のことはまったく念頭にない。日本にとって重要なのは、反・自由貿易的だとか、反米的だと批判されても、その批判に屈しないことである。もし日本が危機的な状況に陥りたくないのなら、重要なことは、アメリカ流のやり方を押し付けるウォールストリートやアメリカ財務省の言いなりになるべきではない。自由化や規制緩和という政策課題を考えるときにはとても慎重になるべきである。日本は本当に必死になって交渉する必要がある。」[23]
- またTPPについてこうも述べている。「TPPはもしかすると期待するほど役に立たない、悪い影響をおよぼすかもしれない。TPPのすべてが明らかになっているわけではないが、医療や知財についても議論されており、イノベーションが失われる危険性もはらんでいる。また、TPPの一部明らかにされている内容によれば、参加国はタバコに関する規制を課すことができなくなる。そうなると、アヘン戦争のようなできごとの二の舞になりかねない。何よりTPPは交渉のプロセスが明らかにされていない。それはすなわち透明性が欠如しているということ。米国はNSA（アメリカ国家安全保障局）を通じて他の国々の動向を確認できたが、他の国々は米国が何を考えているのかを把握できていない。つまり、TPPは米国の、それも米国企業の利益に資するものになるということだ。」[28]

### 社会格差の是正
- アメリカのシステムをゆがめているのは富裕層で、経済に貢献する以上に稼いでいると指摘し、富裕層に対し増税をすべきだと主張している[29]。
- 2012年の時点において労働者の労働環境改善や福利向上を目指し、ジェフリー・サックスやローラ・タイソン、ロバート・ライシュなどと協同し米国議会へ2014年度までに現行の時給7.25ドルから9.80ドルへの最低賃金引き上げを求める手紙を送っている[30]。
- 2014年の時点においてピーター・ダイアモンド、エリック・マスキン、ロバート・ソロー、ローレンス・サマーズ、マイケル・スペンスなど主要な経済学者達と共に、米国の最低賃金を2016年までに10.10ドルまで引き上げるよう米国大統領と米国議会に請願している[31] [32]。

### 日本について
- 日本の海外援助について「日本は世界第二位の経済大国であり、グローバリゼーションを良くするために責任を負っている。日本は経済発展を実現した国でもあり、世界の平和や貧困撲滅に前向きに取り組んできた国である。日本に対しては、今後も途上国援助に積極的に関与してもらいたい」と述べている[33][34]。
- 日本がバブル崩壊後から10年以上も国内総生産（GDP）の成長不全やデフレーションに陥っていることを指摘し、その状態から経済を好転させるために財政赤字を紙幣増刷によってファイナンスするように提言している[35]。新しく刷られたお金を人々が持てばそれらの人々のいくらかが財やサービスの消費にお金をまわそうとするだろうし、銀行など金融機関が貸し出しを増やし景気を刺激するからである。これはいわば政府が発行する紙幣、すなわち政府紙幣[36]のことである。
- 日本の経済を刺激する方法に、円高を食い止め製造業の輸出競争力を向上させる、サービス産業の強化、富裕層の資金を低所得の人たちに行き渡らせ格差の是正に取り組むこと等を挙げている[37]。日本の円について「日本のデフレの原因は、為替の影響が大きかった。円安が続けば、その状況は変わる。現実問題として、アメリカが金融緩和を進めれば、円高になるので、対抗することが必要だ」と述べている[38]。
- 2013年3月21日、安倍晋三首相と会談した。翌22日、東京で記者団に対し、日本の金融政策を通じた円相場の押し下げは正しいことだとの認識を明らかにし、安倍首相の経済政策について楽観的な見通しを示した[39]。
- 安倍首相の経済政策「アベノミクス」の副作用が懸念されていることについて「実施しないほうが将来的なリスクになる」と述べている[40]。
- アベノミクスについてこう述べている。「安倍総理が掲げる三本の矢のなかでもっとも難しい三本目の矢の成長戦略については、持続可能な成長を促すためにいかにお金を使うか、これは非常に難しい問題である。イノベーションといえば、人が働くコストを省くことに焦点を合わせてきた。その結果、他方では高い失業率に悩まされている。これはパズルみたいなもので、失業率が高いときに、さらに失業者を増加させることにつながる、労働力を省くイノベーションを追求していていいのか。」[23]
- 日本についてこう述べた。「アベノミクスでは、拡張型の金融政策が必要だということを認識している。また強力な財政政策が必要であり、そして規制緩和など構造上の強力な政策が必要であるということを認識している。世界の中でも、包括的な枠組みを持っている数少ない国だ。日本は公共債務が多い。予算の状況を改善しながら、同時に経済に対して刺激策を講じることができるかどうか。私はできると思っているが、それに成功するためには各々の政策を慎重に設計しなければならない。構造改革を考える際は、どのような大きな問題が日本の前に立ちはだかっているのか、またどんな構造改革によって効率を改善し、国民の幸せを改善できるのかを真剣に考えなければならない。そのため、人々は製造業からシフトしなければならない。だからこそイノベーションが必要になってくる。生産年齢人口の減少を調整した場合、日本は過去10年間、OECD諸国の中で最も成功している国の1つだ。ここで必要なことは三本の矢と呼ばれる包括的な経済政策に関する行動計画だ。まず金融政策はターゲットを絞ることで成功している。これを拡張型の財政政策で補完すべきだ。そして規制をコントロールして、経済に刺激を与えることができるか。私は、こうした構造上の改革を日本が成し遂げ、持続可能な繁栄を遂げることができ、そして世界に対して模範を示すことができると信じている。」[28]

## TV出演
- デモクラシー・ナウ!

| タイトル | 放送日         |
| --- | -------------- |
| 3兆ドルの戦争 スティグリッツとビルムズがイラク侵攻と駐留経費の真実を語る                                    | 2008年2月29日  |
| 「3兆ドルの戦争」スティグリッツとビルムズがイラク侵攻と駐留経費の真実を語る(字幕動画）                      | 2008年2月29日  |
| 今は救済だ。あとで見直せばいい                                                                              | 2008年10月2日  |
| 今は救済だ、あとで見直せばいい(字幕動画）                                                                   | 2008年10月2日  |
| 10兆ドルの二日酔い：ブッシュ政権の8年間のツケの支払                                                         | 2008年12月22日 |
| オバマは銀行救済を銀行家救済と取り違えている                                                                | 2009年2月25日  |
| オバマの経済刺激政策、債務、気候変動、新著『フリーフォール グローバル経済はどこまで落ちるのか』について語る | 2010年2月18日  |
| J・スティグリッツ オバマ政権の経済金融政策1年目を批評(字幕動画）                                            | 2010年2月18日  |
| 住宅差し押さえ一時停止と政府刺激策は米経済再生に必須                                                        | 2010年10月20日 |
| 緊縮財政の推進が世界経済を破滅にみちびく(字幕動画）                                                         | 2010年10月20日 |
| 社会保障圧縮と米国を「1％の1％による1％のための」国にする金持優遇の減税を語る                               | 2011年4月7日   |
| 1％による1％のための(字幕動画）                                                                             | 2011年4月7日   |
| 新著『不平等の値段：今日の分断された社会が我々の未来を危うくするわけ』を語る                                | 2012年6月6日   |
| 世界の99％を貧困にする経済(字幕動画）                                                                       | 2012年6月6日   |
| ウォール街占拠運動 欧米の緊縮財政が経済回復を弱めるだけという理由                                           | 2012年6月6日   |

## 著書

### 単著
- 『スティグリッツ公共経済学（上）公共部門・公共支出』、藪下史郎訳、マグロウヒル出版、1989年（第2版2003年）
- 『スティグリッツ公共経済学（下）租税・地方財政・マクロ財政政策』、藪下史郎訳、マグロウヒル出版、1989年（第2版2004年）
- 『世界を不幸にしたグローバリズムの正体』、徳間書店、2002年
- 『人間が幸福になる経済とは何か――世界が90年代の失敗から学んだこと』、徳間書店、2003年
- 『世界に格差をバラ撒いたグローバリズムを正す』、徳間書店、2006年
- 『スティグリッツ教授の経済教室――グローバル経済のトピックスを読み解く』、藪下史郎・藤井清美共訳、ダイヤモンド社、2007年 ISBN 978-4-478-00084-7
- 『スティグリッツ国連報告』、森史郎訳、水山産業株式会社出版部、2010年
- 『フリーフォール――グローバル経済はどこまで落ちるのか』、楡井浩一・峯村利哉共訳、徳間書店、2010年
- 『世界の99%を貧困にする経済』、楡井浩一・峯村利哉共訳、徳間書店、2012年 ISBN 978-4-198-63435-3
- 『スティグリッツ 資本主義と自由』、山田美明訳、東洋経済新報社、2025年

### 共著
- （カール・E・ウォルシュ）『スティグリッツ入門経済学』、藪下史郎・秋山太郎・蟻川靖浩・大阿久博・木立力・宮田亮・清野一治共訳、東洋経済新報社, 1994年（第3版2005年、第4版2012年）
- （カール・E・ウォルシュ）『スティグリッツミクロ経済学』、藪下史郎・蟻川靖浩・木立力・秋山太郎・大阿久博・宮田亮(第4版)・清野一治(第4版)共訳、東洋経済新報社、1995年（第3版2006年、第4版2013年）
- （カール・E・ウォルシュ）『スティグリッツマクロ経済学』、藪下史郎・金子能宏・清野一治・秋山太郎・木立力共訳、東洋経済新報社、1995年（第3版2007年）
- （ブルース・グリーンウォルド）『新しい金融論――信用と情報の経済学』、東京大学出版会、2003年
- （リンダ・ビルムズ）『世界を不幸にするアメリカの戦争経済 イラク戦費3兆ドルの衝撃』、楡井浩一訳、徳間書店、2008年
- （ジャンポール・フィトゥシ、アマルティア・セン）『暮らしの質を測る――経済成長率を超える幸福度指標の提案』、福島清彦訳、金融財政事情研究会、2012年

### 共編著
- （ジェラルド・M・マイヤー）『開発経済学の潮流――将来の展望』、シュプリンガー・フェアラーク東京、2003年

### 学術論文
1970-1979
- Stiglitz, Joseph E.; Rothschild, Michael (September 1970). “Increasing risk: I. a definition”. Journal of Economic Theory (Elsevier) 2 (3):  225-243. doi:10.1016/0022-0531(70)90038-4.
- Stiglitz, Joseph E.; Rothschild, Michael (March 1971). “Increasing risk: II. Its economic consequences”. Journal of Economic Theory (Elsevier) 3 (1):  66-84. doi:10.1016/0022-0531(71)90034-2.
- Stiglitz, Joseph E. (May 1974). “Alternative theories of wage determination and unemployment in LDC's: the labor turnover model”. The Quarterly Journal of Economics (Oxford Journals) 88 (2):  194-227. doi:10.2307/1883069.
- Stiglitz, Joseph E. (April 1974). “Incentives and risk sharing in sharecropping”. Review of Economic Studies (Oxford Journals) 41 (2):  219-255. doi:10.2307/2296714.
- Stiglitz, Joseph E.; Rothschild, Michael (November 1976). “Equilibrium in competitive insurance markets: an essay on the economics of imperfect information”. The Quarterly Journal of Economics (Oxford Journals) 90 (4):  629-649. doi:10.2307/1885326.
- Stiglitz, Joseph E.; Dixit, Avinash K. (June 1977). “Monopolistic competition and optimum product diversity”. The American Economic Review (American Economic Association via JSTOR) 67 (3):  297-308. JSTOR 1831401.
- Stiglitz, Joseph E.; Newbery, David M.G. (December 1979). “The theory of commodity price stabilisation rules: welfare impacts and supply responses”. The Economic Journal (Royal Economic Society via JSTOR) 89 (356):  799-817. doi:10.2307/2231500.

1980-1989
- Stiglitz, Joseph E.; Weiss, Andrew (June 1981). “Credit rationing in markets with imperfect information”. The American Economic Review (American Economic Association via JSTOR) 71 (3):  393-410. JSTOR 1802787. Pdf version.
- Stiglitz, Joseph E.; Newbery, David M.G. (January 1984). “Pareto inferior trade”. Review of Economic Studies (Oxford Journals) 51 (1):  1-12. doi:10.2307/2297701.
- Stiglitz, Joseph E. (March 1987). “The causes and consequences of the dependence of quality on price”. The American Economic Review (American Economic Association via JSTOR) 25 (1):  1-48. JSTOR 2726189.

1990-1999
- Stiglitz, Joseph E.; Greenwald, Bruce (Winter 1993). “New and old Keynesians”. The Journal of Economic Perspectives (American Economic Association) 7 (1):  23-44. doi:10.1257/jep.7.1.23.
- Stiglitz, Joseph E. (Winter 1993). “Post Walrasian and Post Marxian economics”. The Journal of Economic Perspectives (American Economic Association) 7 (1):  109-114. doi:10.1257/jep.7.1.109.
- Stiglitz, Joseph E. (August 1996). “Some lessons from the East Asian miracle”. World Bank Research Observer (World Bank) 11 (2):  151-177. doi:10.1093/wbro/11.2.151.
- Stiglitz, Joseph E.; Uy, Marilou (August 1996). “Financial markets, public policy, and the East Asian miracle”. World Bank Research Observer (World Bank) 11 (2):  249-276. doi:10.1093/wbro/11.2.249.
- Stiglitz, Joseph E. (September 1997). “Georgescu-Roegen versus Solow/Stiglitz”. Ecological Economics (ScienceDirect) 22 (3):  269-270. doi:10.1016/S0921-8009(97)00092-X.

See also: Nicholas Georgescu-Roegen and Robert Solow
- Stiglitz, Joseph E. (March 1998). “Redefining the role of the state - What should it do?  How should it do it? And how should these decisions be made?”. Paper presented at the Tenth Anniversary of MITI Research Institute, Tokyo. Pdf version.

Also as: Stiglitz, Joseph E. (2001), “Redefining the role of the state - What should it do?  How should it do it? And how should these decisions be made?”, Joseph Stiglitz and the World Bank: the rebel within, London, England: Anthem Press, pp. 94–126, ISBN 9781898855538.
2000-2009
- Stiglitz, Joseph E. (Spring 1998). “Distinguished lecture on economics in government: the private uses of public interests: incentives and institutions”. The Journal of Economic Perspectives (American Economic Association) 12 (2):  3-22. doi:10.1257/jep.12.2.3.
- Stiglitz, Joseph E. (2007-05-18). “Prizes, not patents”. Post-Autistic Economics Review (World Economics Association) 42:  48-50.

2010 onwards
- Stiglitz, Joseph E. (2014-05-28). “Reforming taxation to promote growth and equity”. White paper (Roosevelt Institute). Pdf version.

### 論文
- 「グローバル化する世界における経済学者の役割とは」『経済セミナー』2020年2・3月号
- 「真説・グローバル経済」『ダイヤモンド・オンライン』2011年9月15日
- 「もっとも価値ある資源である若者を浪費するな！ 「格差」が米国経済の回復を妨げている」『現代ビジネス』（The New York Times）2013年2月12日
- 「ジョセフ・スティグリッツ「貧富の格差に対処する国と対処しない国に世界は分裂しはじめた」」『現代ビジネス』（The New York Times）2013年11月18日